# Regne d'Ilesha
El regne d'Ilesha és un estat tradicional de Benín. L'antic regne es va formar el 1858 en territoris que abans havien estat part del regne de Sandiro.

## Reis
- 1858 - 1869 Sabi Derekureku I
- 1869 - 1872 Wene Tokoru "Sinawono Yonka"
- 1872 - 1898 Wene Agbiyaru II "Irangobi"
- 1898 - 1906 Sabi Dagbara I "Wagana"
- 1906 - 1910 Sabi Hankuri Jato I "Swanru", "Gambaringobi"
- 1910 - 1916 Suno Mora II
- 1916 - 1917 Sabi Hankuri II "Bio Yerima"
- 1917 - 1924 Sina Deru II "Abigoga"
- 1924 - 1944 Dere Kureku Sabi II
- 1944 - 1959 Suno Mora III "Aso Sinannsigi"
- 1960 - 1974 Sabi Hankuri III "Abubakar Bio Gewo"
- 1975 - 1999 Sabi Hankuri Jato IV
- 2000 - Derekureku III